# Roger Dean (plastyk)
Roger Dean (ur. 31 sierpnia 1944 w Kent) – angielski malarz i grafik, najbardziej znany jako projektant okładek płyt rockowych zespołów takich jak: Yes (Fragile, Close To the Edge, Yessongs, Relayer, Going For The One, Drama, Union, Fly From Here), Uriah Heep (The Magican Birthday), Asia (Asia, Alpha, Astra), czy Budgie. Jest także znany jako projektant szaty graficznej pudełek z grami komputerowymi wydawanymi m.in. przez firmę Psygnosis.